# Zalec
Zalec (niem. Salza) – wieś w Polsce położona w województwie warmińsko-mazurskim, w powiecie mrągowskim, w gminie Mrągowo. Wieś zlokalizowana jest przy drodze łączącej Mrągowo z Rynem.
W latach 1975–1998 miejscowość administracyjnie należała do województwa olsztyńskiego.